# Fizjologia roślin
Fizjologia roślin, fitofizjologia – nauka zajmująca się badaniem procesów życiowych roślin, funkcjami ich organów oraz warunków w jakich realizowane są funkcje życiowe roślin.  Fizjolodzy roślin zajmują się badaniem procesów biofizycznych, takich jak transpiracja, procesów biochemicznych takich jak fotosynteza, oddychanie komórkowe oraz procesów wzrostu i rozwoju. Jest jedną z gałęzi botaniki i fizjologii. Jest też mocno powiązana z biochemią i biofizyką. Fizjologia roślin zajmuje się badaniem zjawisk i procesów zachodzących na różnych poziomach organizacji biologicznej:
- na poziomie molekularnym – syntezy i łańcuchy reakcji biochemicznych zachodzących w komórce,
- na poziomie struktur komórkowych – transport związków chemicznych i przekazywanie sygnałów w organizmach roślinnych,
- na poziomie organów,
- na poziomie organizmu,
- na poziomie zbiorowiska roślinnego.

Znajomość procesów zachodzących w roślinach wykorzystywana jest praktycznie w takich dziedzinach jak: rolnictwo, leśnictwo i ogrodnictwo.